# Ямаґуті Йосітада
Йосітада Ямагуті (яп. 山口 芳忠, нар. 28 вересня 1944, Фудзієда, Сідзуока) — колишній японський футболіст, що грав на позиції захисника. По завершенні ігрової кар'єри — футбольний тренер.
Протягосм усієї кар'єри виступав за «Хітачі», а також національну збірну Японії.

## Клубна кар'єра
Народився 28 вересня 1944 року в Сідзуоці. Займався футболом в вищій школі Фудзіеда Хігасі (1960—1963) і Університеті Чуо (1963—1967).
У дорослому футболі дебютував 1967 року виступами за команду клубу «Хітачі», кольори якої і захищав протягом усієї своєї кар'єри гравця, що тривала дев'ять років. За цей час виграв чемпіонат Японії, два Кубка Імператора і сім разів був включений до символічної збірної чемпіонату Японії.

## Виступи за збірну
1965 року дебютував в офіційних матчах у складі національної збірної Японії. Протягом кар'єри у національній команді, яка тривала 9 років, провів у формі головної команди країни 49 матчів.
У складі збірної був учасником Олімпійських ігор 1964 і 1968 років і завоював бронзові медалі на турнірі у Мехіко (1968).

## Кар'єра тренера
Після зхавершення ігрової кар'єри працював тренером університетської, молодіжної, олімпійської і другої збірної Японії.
У 1993 році недовго очолював японський клуб «Касіва Рейсол».
Останнім місцем роботи Ямагуті стала посада тренера футбольної команди Університету Чуо, яку він обіймау у 2000—2005 роках.

## Статистика виступів
| Сезон | Команда  | Чемпіонат | Чемпіонат | Чемпіонат |
| Сезон | Команда  | Ліга      | Ігор      | Голів     |
| ----- | -------- | --------- | --------- | --------- |
| 1967  | «Хітачі» | ЯФЛ       | 14        | 1         |
| 1968  | «Хітачі» | ЯФЛ       | 14        | 2         |
| 1969  | «Хітачі» | ЯФЛ       | 13        | 3         |
| 1970  | «Хітачі» | ЯФЛ       | 14        | 2         |
| 1971  | «Хітачі» | ЯФЛ       | 8         | 1         |
| 1972  | «Хітачі» | ЯФЛ1      | 14        | 2         |
| 1973  | «Хітачі» | ЯФЛ1      | 16        | 3         |
| 1974  | «Хітачі» | ЯФЛ1      | 16        | 1         |
| 1975  | «Хітачі» | ЯФЛ1      | 12        | 0         |
|       | Усього   |           | 121       | 15        |

| Збірна Японії | Збірна Японії | Збірна Японії |
| Роки          | Ігри          | Голи          |
| ------------- | ------------- | ------------- |
| 1964          | 1             | 0             |
| 1965          | 4             | 0             |
| 1966          | 7             | 0             |
| 1967          | 4             | 0             |
| 1968          | 3             | 0             |
| 1969          | 4             | 0             |
| 1970          | 12            | 0             |
| 1971          | 6             | 0             |
| 1972          | 5             | 0             |
| 1973          | 3             | 0             |
| Всього        | 49            | 0             |

## Досягнення
- Перший дивізіон Японської футбольної ліги
  -  Переможець (1): 1972
- Кубок Імператора
  -  Володар (2): 1972, 1975
- Бронзовий призер Азійських ігор: 1966
- У символічній збірній Японської футбольної ліги (7): 1968, 1969, 1970, 1971, 1972, 1973, 1974